# Бурбонска рестаурација
Бурбонска рестаурација је период у Француској историји који је трајао од 1814. до 1830. године и који је означавао повратак династије Бурбона на престо. Чине је Прва и Друга рестаурација.
За почетак Прве рестаурације узима се пад Наполеона и долазак на власт Луја . Владавина Луја XVIII прекинута је повратком Наполеона 1815. године из прогонства са острва Елбе. После битке код Ватерлоа, Наполеон је био принуђен да по други пут абдицира, после чега је протеран на Свету Јелену, а краљ Луј поново враћен у Париз. 
Лујева владавина прекинута је Наполеоновим повратком у Француску, али је он био принуђен да поново абдицира. Након тога наступио је период Друге рестаурације у којој је успостављена уставна монархија умерене владавине (1816—1820). За време владавине Лујевог брата Шарла X води се реакционарна политика ултраројалиста, крупних земљопоседника, некадашњег избеглог племства и свештенства које се залагало за ограничење слободе штампе и јачање утицаја и моћи Католичке цркве. Реакционарна политика је довела до Јулске револуције, Шарлове абдикације и завршетка Бурбонске рестаурације. 